# Vasile Mariuțan
Vasile Mariuțan (n. 8 martie 1935, Hotin, județul Hotin, România – d. 14 iulie 1999, Ovidiu, Constanța, România) a fost un boxer român, vicecampion european⁠(d) și participant de două ori la Jocurile Olimpice.

## Carieră
A concurat la categoria grea (peste 81 kg). A câștigat medalia de argint la Campionatele Europene din 1957⁠(d) de la Praga, după ce a câștigat două partide și a pierdut în finală în fața sovieticului Andrei Abramov⁠(d). La următoarele Campionate Europene din 1959,⁠(d) care au avut loc la Lucerna, a pierdut prima partidă în runda de calificări.
A participat la Jocurile Olimpice de la Roma din 1960. După ce a câștigat două partide, a pierdut în sferturile de finală în fața germanului Günter Siegmund⁠(d). La Campionatele Europene din 1961⁠(d) de la Belgrad a pierdut prima sa partidă, precum și la Campionatele Europene din 1963⁠(d) de la Moscova.
La Jocurile Olimpice din 1964 de la Tokyo l-a învins pe bulgarul Kiril Pandov⁠(d), dar a pierdut în sferturile de finală în fața italianului Giuseppe Ros. A pierdut primele partide la Campionatele Europene din 1965⁠(d) de la Berlin și la Campionatele Europene din 1967⁠(d) de la Roma.
Mariuțan a fost campionul român la categoria grea în 1958–1963, 1965 și 1966 și vicecampion în 1955–1957, 1964 și 1967. A câștigat Spartachiada Militară în 1959, 1961, 1961, 1964 și 1966.
A fost membru al clubului sportiv „Dinamo București” al Ministerului Afacerilor Interne și a avut gradul de locotenent major (în 1968).

## Distincții
- Ordinul „Meritul Sportiv” clasa a III-a (8 mai 1968) „pentru contribuția deosebită adusă la dezvoltarea mișcării de cultură fizică și sport și pentru merite deosebite în activitatea sportivă de performanță, cu prilejul împlinirii a 20 de ani de la înființarea Clubului sportiv «Dinamo»-București al Ministerului Afacerilor Interne”[12]